# Thoughtless
Thoughtless — пісня ню-метал-групи Korn і другий сингл з їх п'ятого студійного альбому, Untouchables. Пісня про те, як Джонатана Девіса ображали й переслідували у школі, і як він мріяв помститися тим, хто знущався над ним.
Також на пісню було випущено відео, зняте (як і відео з попереднього синглу, Here to Stay) братами Хьюгз. Дія відеокліпу розгорталося навколо підлітка з середньої школи, який стає жертвою нападок, глузувань і знущань, з музикантами Korn, виступаючими усередині голови страждає хлопчика. Протягом відео він шукає спосіб помститися. У фінальній сцені відео показується як він прибуває до школи разом з супроводом. Потім його нудить на тих, хто його ображав, посеред актового залу, після чого він пішов, залишивши своїх кривдників в огиду і приниженні.

## Виконання на концертах
Пісня була представлена шанувальникам групи на концерті в Хаммерштейн Боллрум, Нью-Йорк 10 червня 2002 , i була приурочена до виходу п'ятого альбому групи,  Untouchables. Концерт вийшов на DVD під назвою Korn Live. Пісня виконувалася протягом промотуру Untouchables в 2002 , але на наступний рік була прибрана зі списку виконуваних композицій. Пісня повернулася в 2006 в світовому турне на честь альбому  See You On The Other Side  як частина попурі. Повна версія пісні виконувалася в 2006 в турі Family Values Tour.

## Детальний опис відео
На початку відеокліпу, підліток (роль виконує Аарон Пол) йде по шкільному коридорі. Чотири дівчинки показують йому язик і дивляться на нього з огидою. Група спортсменів з іншого боку коридору недобре дивляться на нього, а потім б'ють його. У наступній сцені, хлопчик сидить у класі і малює в блокноті дивні картини свого болю. Потім він йде в басейн поплавати, його помічають спортсмени і знову б'ють його. Після цього хлопчик у перевдягалки, загорнутий у рушник , і можна бачити що він в поту і хвилюється все сильніше. Потім ми бачимо хлопчика в його кімнаті , дивиться в щоденник. Він викидає щоденник в вікно і шукає в телефонному довіднику агентство під назвою « Фантазійне супровід » ( більше схоже на агентство повій ). Він дзвонить в агентство, потім показується в шкільному коридорі з дивною жінкою з сатанинським особою на майці. Потім хлопчика нудить на всіх, хто ображав його. В альтернативній кінцівці відеокліпу, він йде коридором і замість блювоти на кожного, він стріляє і вбиває всіх. Korn виступають всередині його голови протягом всього відео.